# Allopodagrion erinys
Allopodagrion erinys là loài chuồn chuồn trong họ Megapodagrionidae. Loài này được Ris mô tả khoa học đầu tiên năm 1913.